# 黄玹
黄 玹（ファン・ヒョン、こう げん、1855年12月11日 - 1910年9月7日）は、李氏朝鮮末期の士人・儒学者。韓国においては憂国の士として評価されている。号は梅泉（メチョン）。本貫は長水黄氏。歴史学者の黄義敦（ファン・ウイドン）は同族。

## 生涯
全羅南道光陽に生まれ、求礼で育つ。1892年春に雲峴宮で火薬が爆発し、複数の建物に火薬が仕掛けられているのが発覚する事件が起きたが、黄玹は、黒幕は閔妃であり、事件は閔妃が大院君一家の爆殺を狙ったものだとした。科挙に合格したが、壬午軍乱と甲申政変を経験した後、清国の積極的な干渉政策の下での守旧派政権に幻滅し帰郷する。丁若鏞の著書を研究し、開化的な立場から高宗・閔妃らを辛辣に批判した。西洋に対抗するため近代化の必要性を唱え、後進の育成にあたった。
彼は既存の儒教的史観にとらわれず、当時の為政者の実態、官吏の腐敗を批判した梅泉野録を著した。これは韓国近代史の史料として価値が高い。
1910年、日韓併合条約締結によって国が奪われたことに悲憤し、条約締結の1週間後、求礼の自宅で服毒自殺した。自決に際して残した『絶命詩』は、張志淵（チャン・ジヨン、장지연）が主筆を務めていた『慶南日報』（경남일보）に掲載されたが、これが慶南日報筆禍事件（경남일보 필화 사건）につながった。これは掲載を朝鮮総督府警務部が問題視した事件で、これにより同紙は停刊処分を受けた。

## 死後
1962年に韓国政府から建国勲章国民章が追叙された。
求礼の黄玹宅跡地には現在彼の影幀と位牌が納められた祠堂・梅泉祠が建てられており、遺品を展示した遺物館も設置されている。

## 著作
- 『梅泉野録』（매천야록）
  - 編年体で記述された歴史書で史料価値が高い。1864年の大院君政権時代の開始から1910年の日韓併合までの記録がおさめられ[2]、李氏朝鮮末期の研究では不可欠の文献であるといわれる[3]。内政・外交上の重要事件、大院君政権・閔氏政権の実態、科挙の不正と売官、民衆運動・民族運動、地方官の腐敗と暴政、文化・風俗など内容は多岐にわたる[2]。清国びいきであるが、日清戦争における日本軍の軍紀に関しては、清国軍の糜爛ぶりに比して立派であったと評している[4]。
- 『梅泉集』（매천집）
  - 遺稿集として出版された文集。